# Dangé-Saint-Romain
Pour les articles homonymes, voir Saint-Romain.
Dangé-Saint-Romain est une commune du Centre-Ouest de la France, située dans le département de la Vienne en région Nouvelle-Aquitaine. Ses habitants sont appelés les Dangéens ou Dangéennes.

## Géographie

### Localisation
Elle est située à proximité de Châtellerault (entre Tours et Poitiers à environ 50 km).

### Communes limitrophes
| Antogny-le-Tillac (Indre-et-Loire) | Les Ormes          | Saint-Rémy-sur-Creuse            |
| Vellèches                          | Dangé-Saint-Romain | Saint-Rémy-sur-Creuse            |
| Vaux-sur-Vienne                    | Ingrandes          | Leugny Oyré (par un quadripoint) |

### Hydrographie
La Vienne traverse la commune.

### Climat
Le climat qui caractérise la commune est qualifié, en 2010, de « climat océanique dégradé des plaines du Centre et du Nord », selon la typologie des climats de la France qui compte alors huit grands types de climats en métropole. En 2020, la commune ressort du type « climat océanique altéré » dans la classification établie par Météo-France, qui ne compte désormais, en première approche, que cinq grands types de climats en métropole. Il s’agit d’une zone de transition entre le climat océanique, le climat de montagne et le climat semi-continental. Les écarts de température entre hiver et été augmentent avec l'éloignement de la mer. La pluviométrie est plus faible qu'en bord de mer, sauf aux abords des reliefs.
Les paramètres climatiques qui ont permis d’établir la typologie de 2010 comportent six variables pour les températures et huit pour les précipitations, dont les valeurs correspondent à la normale 1971-2000. Les sept principales variables caractérisant la commune sont présentées dans l'encadré ci-après.
| Paramètres climatiques communaux sur la période 1971-2000 - Moyenne annuelle de température : 12 °C - Nombre de jours avec une température inférieure à −5 °C : 2,7 j - Nombre de jours avec une température supérieure à 30 °C : 6,4 j - Amplitude thermique annuelle : 14,6 °C - Cumuls annuels de précipitation : 671 mm - Nombre de jours de précipitation en janvier : 11 j - Nombre de jours de précipitation en juillet : 6,1 j |

Avec le changement climatique, ces variables ont évolué. Une étude réalisée en 2014 par la Direction générale de l'Énergie et du Climat complétée par des études régionales prévoit en effet que la  température moyenne devrait croître et la pluviométrie moyenne baisser, avec toutefois de fortes variations régionales. La station météorologique de Météo-France installée sur la commune et en service de 1993 à 2016 permet de connaître l'évolution des indicateurs météorologiques. Le tableau détaillé pour la période 1981-2010 est présenté ci-après.
| Mois                                  | jan.           | fév.           | mars           | avril         | mai           | juin          | jui.          | août          | sep.          | oct.          | nov.          | déc.           | année      |
| ------------------------------------- | -------------- | -------------- | -------------- | ------------- | ------------- | ------------- | ------------- | ------------- | ------------- | ------------- | ------------- | -------------- | ---------- |
| Température minimale moyenne (°C)     | 2              | 2,1            | 3,1            | 4,9           | 8,8           | 11,5          | 13            | 12,9          | 9,9           | 8,4           | 4,4           | 2,2            | 7          |
| Température moyenne (°C)              | 5,1            | 6,2            | 8,5            | 10,9          | 14,9          | 18,3          | 20,1          | 20            | 16,4          | 13,3          | 8,1           | 5,2            | 12,3       |
| Température maximale moyenne (°C)     | 8,3            | 10,2           | 13,9           | 16,9          | 21            | 25,1          | 27,1          | 27            | 22,8          | 18,1          | 11,7          | 8,3            | 17,6       |
| Record de froid (°C) date du record   | −15,7 07.01.09 | −18,1 09.02.12 | −12,5 01.03.05 | −6,8 04.04.96 | −1,7 01.05.16 | 1,7 01.06.11  | 5 14.07.04    | 3,7 30.08.93  | −0,6 25.09.02 | −6,2 30.10.97 | −9,7 23.11.93 | −13,3 19.12.09 | −18,1 2012 |
| Record de chaleur (°C) date du record | 16,8 05.01.99  | 22,2 20.02.98  | 25,8 19.03.05  | 30,9 30.04.05 | 33,6 30.05.01 | 38,3 22.06.03 | 38,7 19.07.16 | 41,2 06.08.03 | 33,8 13.09.16 | 30,8 02.10.11 | 23,2 08.11.15 | 18,2 07.12.00  | 41,2 2003  |
| Précipitations (mm)                   | 59,7           | 43,9           | 44,3           | 50,3          | 59,1          | 46,1          | 55,2          | 48,4          | 51,7          | 66,1          | 68,4          | 65,8           | 659        |

### Voies de communication et transports
La commune est traversée par la départementale 910, (ex-nationale 10). La route départementale D 1 commence à Dangé-Saint-Romain et relie la commune à Lizant.
La gare de Dangé, implantée sur la commune, est desservie par des trains régionaux TER Nouvelle-Aquitaine circulant entre Poitiers et Tours.

## Urbanisme

### Typologie
Au 1er janvier 2024, Dangé-Saint-Romain est catégorisée bourg rural, selon la nouvelle grille communale de densité à sept niveaux définie par l'Insee en 2022.
Elle appartient à l'unité urbaine de Dangé-Saint-Romain, une unité urbaine monocommunale constituant une ville isolée,. Par ailleurs la commune fait partie de l'aire d'attraction de Châtellerault, dont elle est une commune de la couronne,. Cette aire, qui regroupe 44 communes, est catégorisée dans les aires de 50 000 à moins de 200 000 habitants,.

### Occupation des sols
L'occupation des sols de la commune, telle qu'elle ressort de la base de données européenne d’occupation biophysique des sols Corine Land Cover (CLC), est marquée par l'importance des territoires agricoles (70,4 % en 2018), en diminution par rapport à 1990 (74 %). La répartition détaillée en 2018 est la suivante : 
terres arables (48,9 %), zones agricoles hétérogènes (18,4 %), forêts (17,8 %), zones urbanisées (6,7 %), eaux continentales (4,3 %), prairies (3,1 %), mines, décharges et chantiers (0,7 %). L'évolution de l’occupation des sols de la commune et de ses infrastructures peut être observée sur les différentes représentations cartographiques du territoire : la carte de Cassini (XVIIIe siècle), la carte d'état-major (1820-1866) et les cartes ou photos aériennes de l'IGN pour la période actuelle (1950 à aujourd'hui).

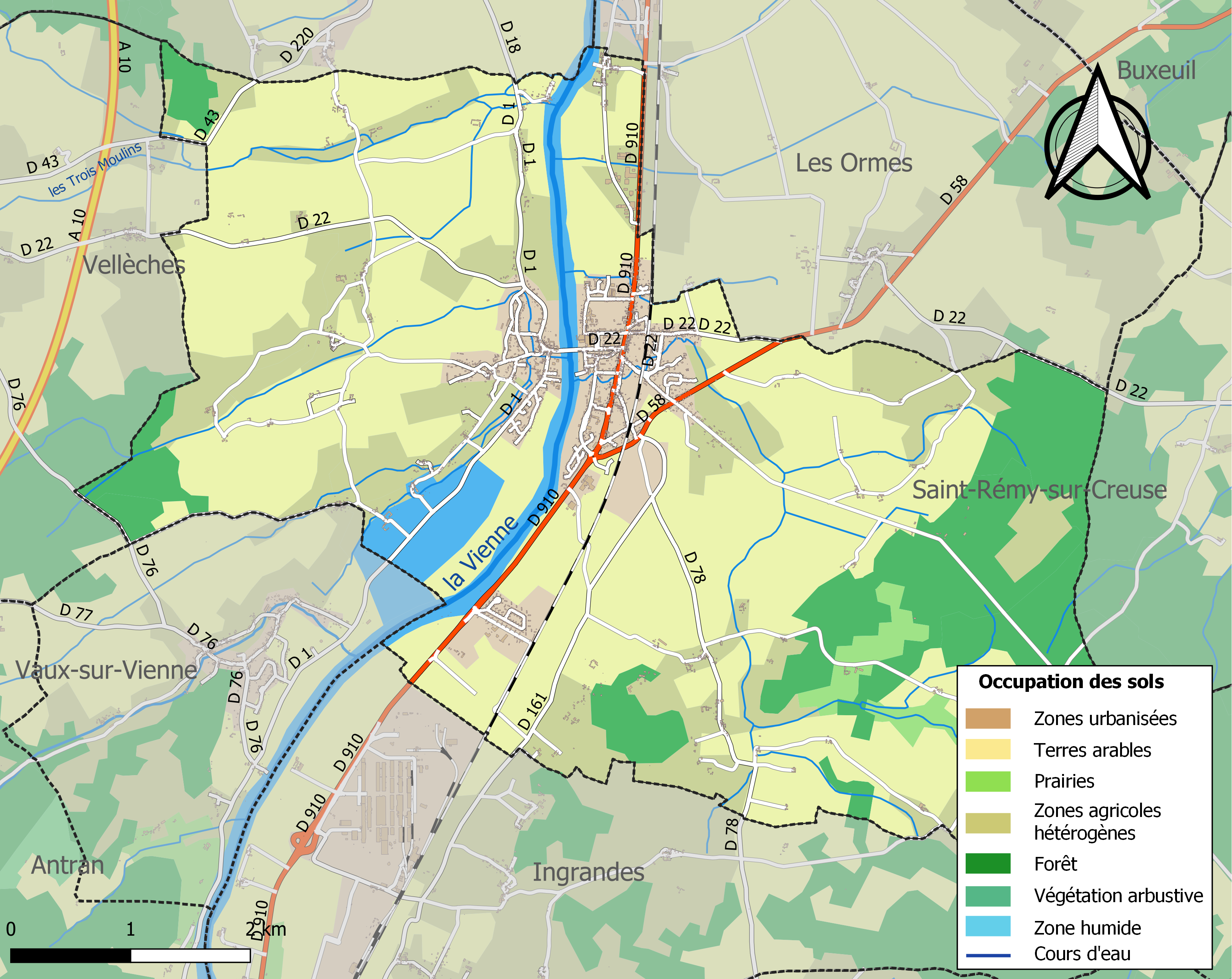
Carte des infrastructures et de l'occupation des sols de la commune en 2018 (CLC).

### Risques majeurs
Le territoire de la commune de Dangé-Saint-Romain est vulnérable à différents aléas naturels : météorologiques (tempête, orage, neige, grand froid, canicule ou sécheresse), inondations, feux de forêts, mouvements de terrains et séisme (sismicité modérée). Il est également exposé à deux risques technologiques,  le transport de matières dangereuses et la rupture d'un barrage. Un site publié par le BRGM permet d'évaluer simplement et rapidement les risques d'un bien localisé soit par son adresse soit par le numéro de sa parcelle.

#### Risques naturels
Certaines parties du territoire communal sont susceptibles d’être affectées par le risque d’inondation par débordement de cours d'eau, notamment la Vienne. La commune a été reconnue en état de catastrophe naturelle au titre des dommages causés par les inondations et coulées de boue survenues en 1982, 1993, 1994, 1995, 1999 et 2010,. Le risque inondation est pris en compte dans l'aménagement du territoire de la commune par le biais du plan de prévention des risques (PPR) inondation (PPRI) de la « vallée de la Vienne "aval" - Section Antran/Port-de-Piles », approuvé le 20 avril 2010 et par le PPRI « Vienne Communauté d’Agglomération de Grand Châtellerault (CAGC) », prescrit le 28 janvier 2021.
Dangé-Saint-Romain est exposée au risque de feu de forêt. En 2014, le deuxième plan départemental de protection des forêts contre les incendies (PDPFCI) a été adopté pour la période 2015-2024. Les obligations légales de débroussaillement dans le département sont définies dans un arrêté préfectoral du 29 mai 2015,, celles relatives à l'emploi du feu et au brûlage des déchets verts le sont dans un arrêté permanent du 24 mai 2015,.

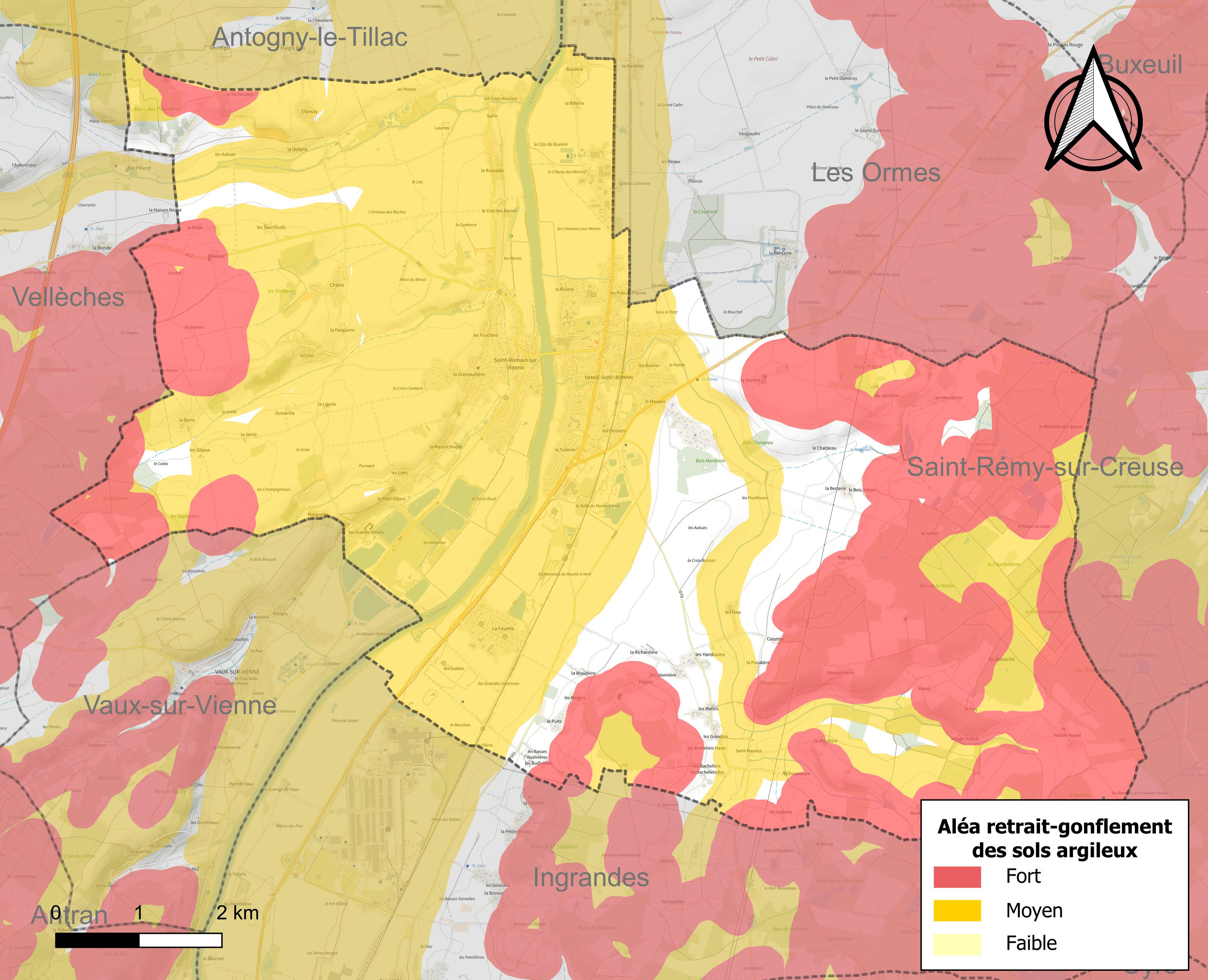
Carte des zones d'aléa retrait-gonflement des sols argileux de Dangé-Saint-Romain.

Les mouvements de terrains susceptibles de se produire sur la commune sont des affaissements et effondrements liés aux cavités souterraines (hors mines) et des tassements différentiels. Afin de mieux appréhender le risque d’affaissement de terrain, un inventaire national permet de localiser les éventuelles cavités souterraines sur la commune. Le retrait-gonflement des sols argileux est susceptible d'engendrer des dommages importants aux bâtiments en cas d’alternance de périodes de sécheresse et de pluie. 87,7 % de la superficie communale est en aléa moyen ou fort (79,5 % au niveau départemental et 48,5 % au niveau national). Depuis le 1er octobre 2020, en application de la loi ÉLAN, différentes contraintes s'imposent aux vendeurs, maîtres d'ouvrages ou constructeurs de biens situés dans une zone classée en aléa moyen ou fort,.
La commune a été reconnue en état de catastrophe naturelle au titre des dommages causés par la sécheresse en 1989, 1991, 1992, 2003 et 2005 et par des mouvements de terrain en 1999 et 2010.

#### Risque technologique
La commune est en outre située en aval des barrages de Lavaud-Gelade et de Vassivière dans la Creuse, des ouvrages de classe A. À ce titre elle est susceptible d’être touchée par l’onde de submersion consécutive à la rupture d'un de ces ouvrages.

## Histoire
(mai 2008).
Si vous disposez d'ouvrages ou d'articles de référence ou si vous connaissez des sites web de qualité traitant du thème abordé ici, merci de compléter l'article en donnant les références utiles à sa vérifiabilité et en les liant à la section « Notes et références ».
En 1057, Dangé est citée sous le nom de Parochia Dangiaci dans le charte cartulaire de Noyers, puis sous celui de Parochia Dangiacensis en 1058.
Avant la Révolution française, la paroisse de Dangé fait partie du duché, de la sénéchaussée et de l’élection de Châtellerault. Traversé par la route royale qui va de Paris en Espagne, elle bénéficie du passage des voyageurs. Elle ne semble pas dominée par des puissants seigneurs, mais animée par des notables aisés et des laboureurs parfois indociles.
Comme le reste de la France, Dangé accueille favorablement les avancées de la Révolution française. Elle plante ainsi son arbre de la liberté, symbole de la Révolution. Il devient le lieu de ralliement de toutes les fêtes et des principaux événements révolutionnaires. En tant que symbole, il est scié à la fin de la décennie révolutionnaire lors d’un épisode de réaction royaliste.
Au XIXe siècle, les moyens de communication sont progressivement améliorés : routes, pont, chemin de fer et télégraphe en octobre 1882, et instaurent comices agricoles et foires mensuelles.
Saint-Romain est quant à lui cité sous le nom de « Ecclesia Sancti Romani in episcopatus Turonensi » en 1164. La paroisse appartient à la puissante abbaye Sainte-Croix de Poitiers.
En décembre 1439, le roi Charles VII autorise l’abbesse de Sainte-Croix de Poitiers à fortifier son « Moustier » de Saint-Romain-sur-Vienne, ce qui assure au village une relative tranquillité et lui permet de se consacrer aux cultures, en particulier celle de la vigne.
Sous l’Ancien Régime, la paroisse de Saint-Romain fait partie de l’archiprêtré de l’Ile-Bouchard, relevant du diocèse de Tours, mais également du duché, de la sénéchaussée et de l’élection de Châtellerault. Essentiellement agricole, le village ne connaît pas de développement industriel, mais la construction du pont en 1858 lui permet de se moderniser.
Depuis la fin des années 1950, il existe sur le territoire de Dangé une ancienne cité américaine baptisée La Fayette Village puis Résidence La Fayette en hommage au célèbre général et marquis. Comportant une centaine de pavillons, celle-ci est due à l'occupation du camp de Saint-Ustre (actuelle ZI - zone industrielle) de 1952 à 1967 par les militaires américains chargés de l'intendance, dans la commune voisine d'Ingrandes.
Malgré la Vienne qui les sépare, les deux communes sont unies en 1971 et forment depuis une seule commune.

## Politique et administration

### Liste des maires
| Période                                  | Période                       | Identité                           | Étiquette      | Qualité |
| ---------------------------------------- | ----------------------------- | ---------------------------------- | -------------- | --- |
| juin 1971                                | mars 1983                     | Henri Ratté (1924-2014)            |                | Responsable de société |
| mars 1983                                | mars 1989                     | Michel Emery                       |                | PDG puis directeur technique et commercial Chevalier des Palmes académiques, du Mérite agricole et de la Légion d'honneur |
| mars 1989                                | mars 2008                     | Robert Stanghellini                | RPR puis DVD   | Médecin Conseiller général du canton de Dangé-Saint-Romain (1982 → 1994)                                                  |
| mars 2008                                | mars 2014                     | Nelly Mérand (1968- )              | Sans étiquette | Conseillère principale d'éducation (CPE) dans un collège                                                                  |
| mars 2014                                | mai 2020                      | Claude Daguisé (1949- )            | DVD            | Retraité de l'enseignement 15e vice-président de la CA de Grand Châtellerault (2017 → )                                   |
| mai 2020                                 | En cours (au 19 janvier 2021) | Nathalie Marquès-Nauleau, (1967- ) | LC puis LR     | Enseignante, ancienne adjointe                                                                                            |
| Les données manquantes sont à compléter. |                               |                                    |                | |

### Instances judiciaires et administratives
La commune relève du tribunal d'instance de Chatellerault, du tribunal de grande instance de Poitiers, de la cour d'appel  Poitiers, du tribunal pour enfants de Poitiers, du conseil de prud'hommes de Poitiers, du tribunal de commerce de Poitiers, du tribunal administratif de Poitiers et de la cour administrative d'appel  de  Poitiers, du tribunal des pensions de Poitiers, du tribunal des affaires de la Sécurité sociale de la Vienne, de la cour d’assises de la Vienne.

### Services publics
Les réformes successives de La Poste ont conduit à la fermeture de nombreux bureaux de poste ou à leur transformation en simple relais. Toutefois, la commune a pu maintenir le sien.

### Jumelages
Un jumelage existe depuis 1976 entre la commune de Dangé-Saint-Romain et la commune de Mamer (charte signée à Mamer le 23 mai 1976, charte signée à Dangé-Saint-Romain le 14 juillet 1976).
Un deuxième jumelage existe avec Koubri au Burkina Faso depuis les années 1990. Le comité de jumelage a été créé le 26 novembre 1995 à Koubri et le 14 juillet 1996 à Dangé-Saint-Romain, son siège est situé à la mairie de Dangé-Saint-Romain.

## Démographie
L'évolution du nombre d'habitants est connue à travers les recensements de la population effectués dans la commune depuis 1793. Pour les communes de moins de 10 000 habitants, une enquête de recensement portant sur toute la population est réalisée tous les cinq ans, les populations de référence des années intermédiaires étant quant à elles estimées par interpolation ou extrapolation. Pour la commune, le premier recensement exhaustif entrant dans le cadre du nouveau dispositif a été réalisé en 2005.

En 2022, la commune comptait 2 968 habitants, en évolution de −1,3 % par rapport à 2016 (Vienne : +0,6 %, France hors Mayotte : +2,11 %).
| 1793 | 1800 | 1806 | 1821 | 1831 | 1836 | 1841 | 1846 | 1851 |
| ---- | ---- | ---- | ---- | ---- | ---- | ---- | ---- | ---- |
| 678  | 790  | 699  | 672  | 730  | 685  | 798  | 896  | 900  |

| 1856 | 1861 | 1866 | 1872 | 1876 | 1881 | 1886 | 1891 | 1896 |
| ---- | ---- | ---- | ---- | ---- | ---- | ---- | ---- | ---- |
| 898  | 867  | 835  | 816  | 840  | 789  | 766  | 801  | 790  |

| 1901 | 1906 | 1911 | 1921 | 1926 | 1931 | 1936 | 1946 | 1954  |
| ---- | ---- | ---- | ---- | ---- | ---- | ---- | ---- | ----- |
| 806  | 862  | 924  | 934  | 946  | 912  | 951  | 965  | 1 162 |

| 1962  | 1968  | 1975  | 1982  | 1990  | 1999  | 2005  | 2006  | 2010  |
| ----- | ----- | ----- | ----- | ----- | ----- | ----- | ----- | ----- |
| 1 846 | 1 404 | 2 530 | 2 839 | 3 150 | 3 135 | 3 111 | 3 120 | 3 145 |

| 2015  | 2020  | 2022  | - | - | - | - | - | - |
| ----- | ----- | ----- | - | - | - | - | - | - |
| 3 030 | 2 963 | 2 968 | - | - | - | - | - | - |

La densité de population de la commune est de 90 hab./km2. Celle du département est  de 61 hab./km2. Elle est de 68 hab./km2 pour la région Poitou-Charentes et de 115 hab./km2 pour la France (INSEE, 2008).

## Économie
Selon la direction régionale de l'Alimentation, de l'Agriculture et de la Forêt de Poitou-Charentes, il n'y a plus que 30 exploitations agricoles en 2010 contre 45 en 2000.
Les surfaces agricoles utilisées ont stagné et sont passées de 2 810 hectares en 2000 à 2 828 hectares en 2010. Ces chiffres indiquent une concentration des terres sur un nombre plus faible d’exploitations. Cette tendance est conforme à l’évolution  constatée sur tout le département de la Vienne puisque de 2000 à 2007, chaque exploitation a gagné en moyenne 20 hectares.
58 % des surfaces agricoles sont destinées à la culture des céréales (blé tendre essentiellement mais aussi orge et maïs), 15 % pour les oléagineux (moitié en colza et moitié en tournesol), 9 % pour le fourrage et 4 % reste en herbes. En 2010, un hectare (4 en 2000) est consacré à la vigne. Le vignoble est exploité par 4 fermes (14 en 2000).
5 exploitations en 2010 (contre 6 en 2000) abritent un élevage de bovins (464 têtes en 2010 contre 569 têtes en 2000). Les élevages d'ovins et de volailles ont disparu en 2010 (respectivement 35 têtes sur 4 fermes en 2000 et 402 têtes sur 20 exploitations).

## Culture locale et patrimoine

### Lieux et monuments

#### Patrimoine civil

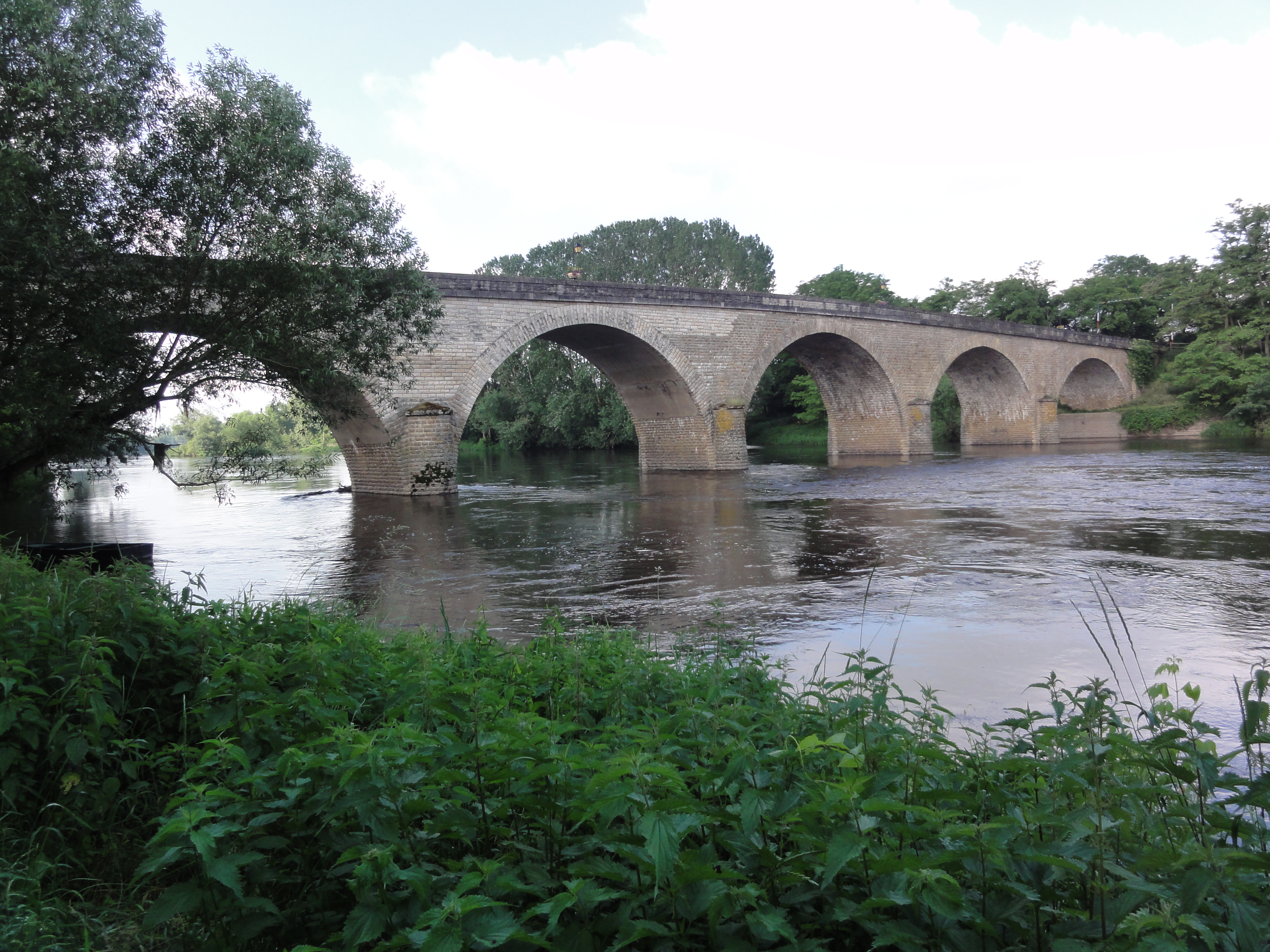
Le pont sur la Vienne.

- Le château de Piolant, ancienne propriété de la famille d'Aviau de Piolant.
- Le pont sur la Vienne, qui fait la liaison entre Dangé et Saint-Romain a fêté ses 150 ans le 27 septembre 2008 mais il avait été bombardé et réparé dans les années 1960.
- Plusieurs moulins sont implantés sur la commune : moulin de Charçay, les Trois Moulins, le moulin de Surin.
- Belle halle en bois.

#### Patrimoine religieux
- Église Saint-Pierre de Dangé du XIXe siècle. Dans le chœur, réemployé sur l'autel, un bas relief en albâtre représente une mise au tombeau du XVIIe siècle. Les vitraux datent de la fin de XIXe siècle ; ils proviennent pour la plupart de l'atelier Fournier à Tours.
- Église Saint-Romain de Saint-Romain.

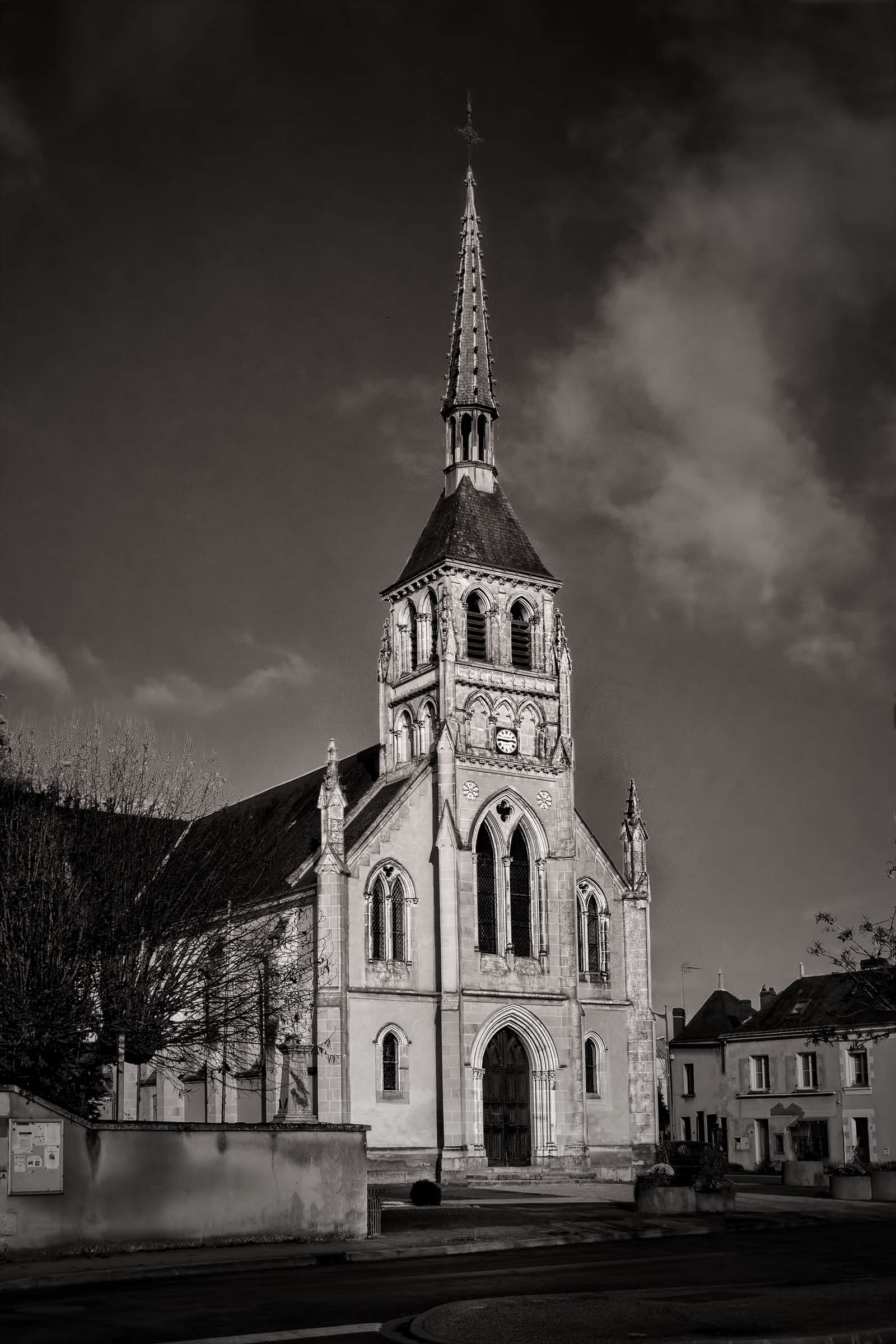
Église Saint-Pierre de Dangé.
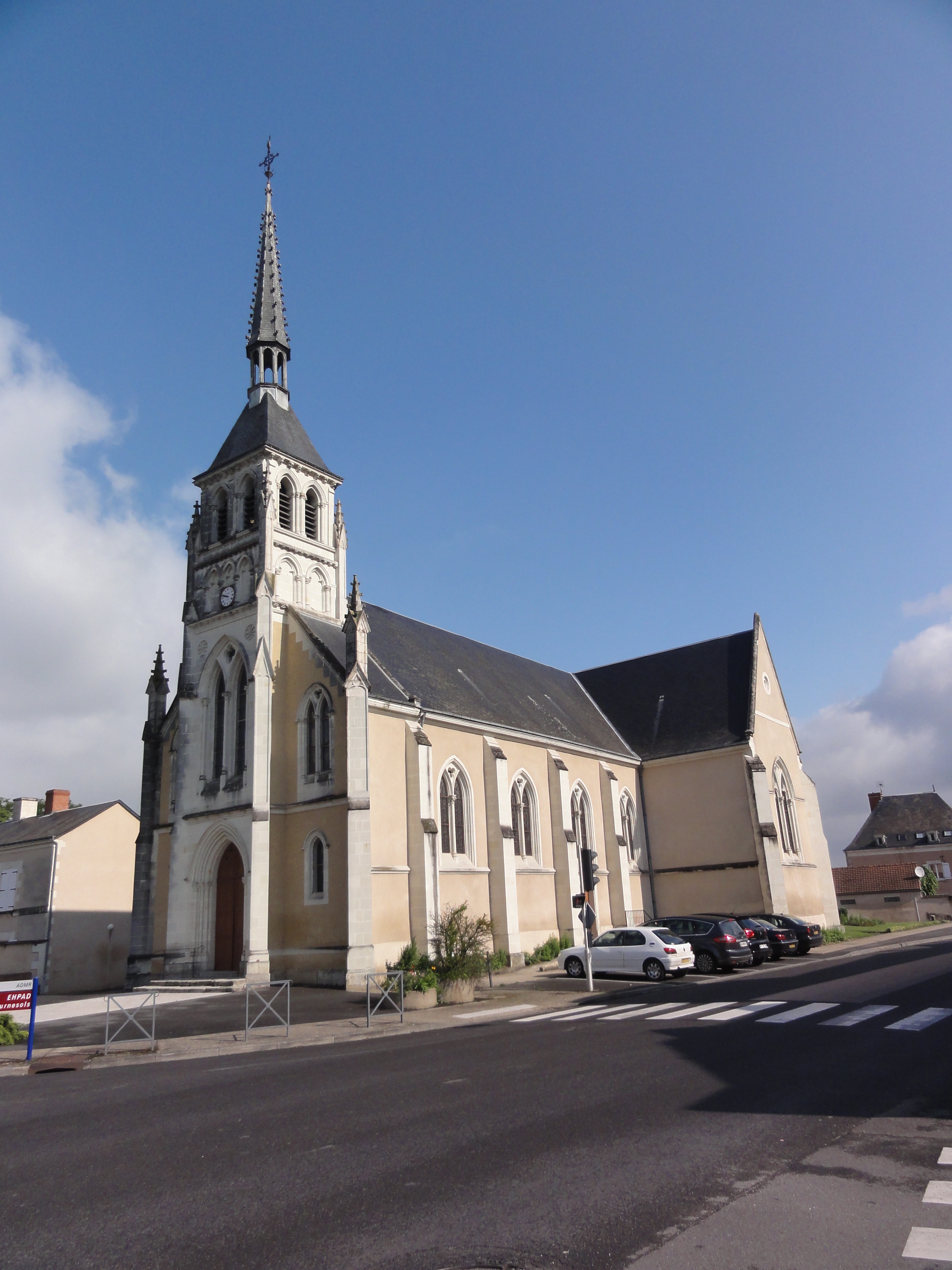
Église Saint-Pierre de Dangé.
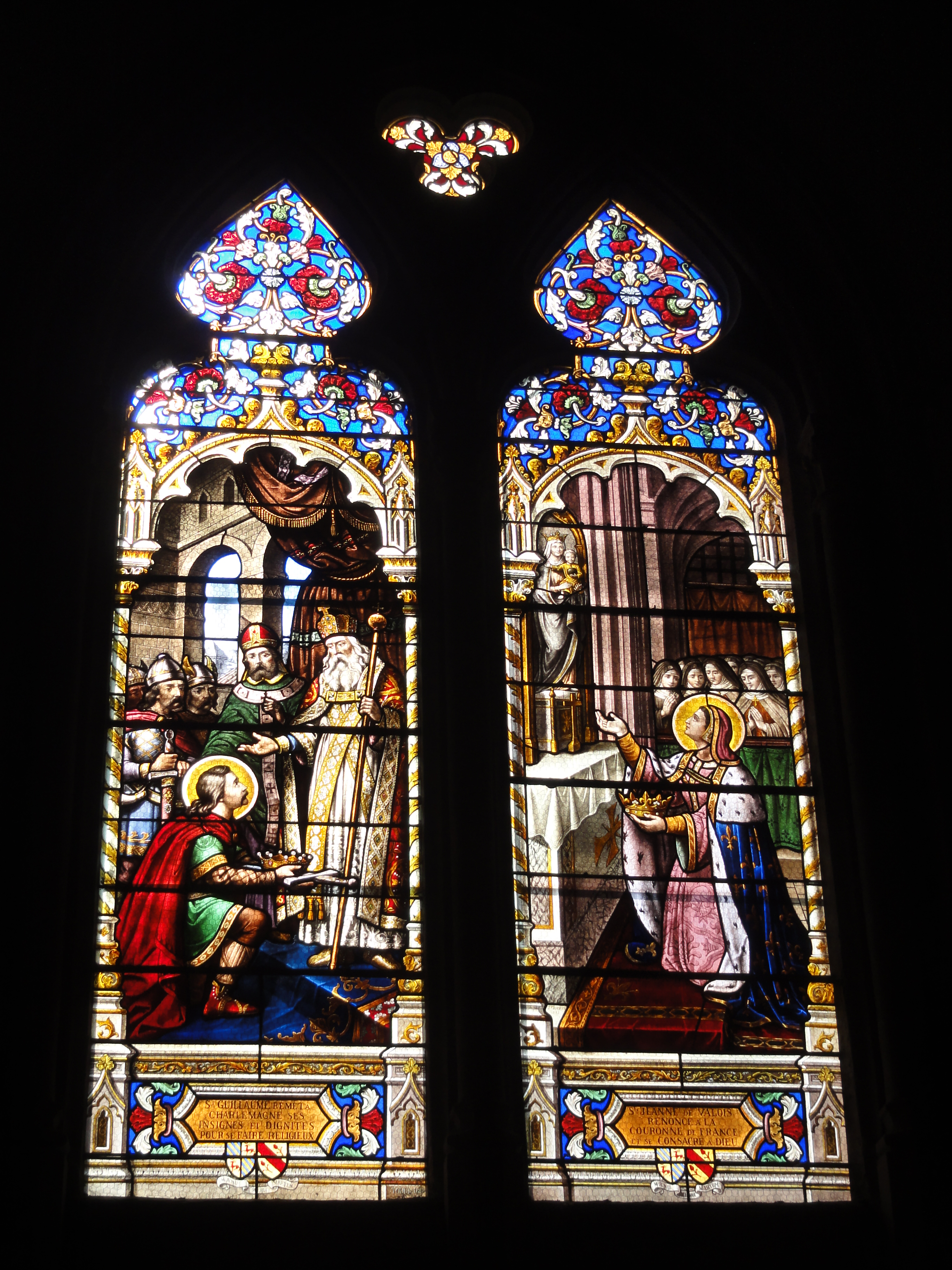
Église Saint-Pierre, vitraux de Charlemagne et de Jeanne de Valois.
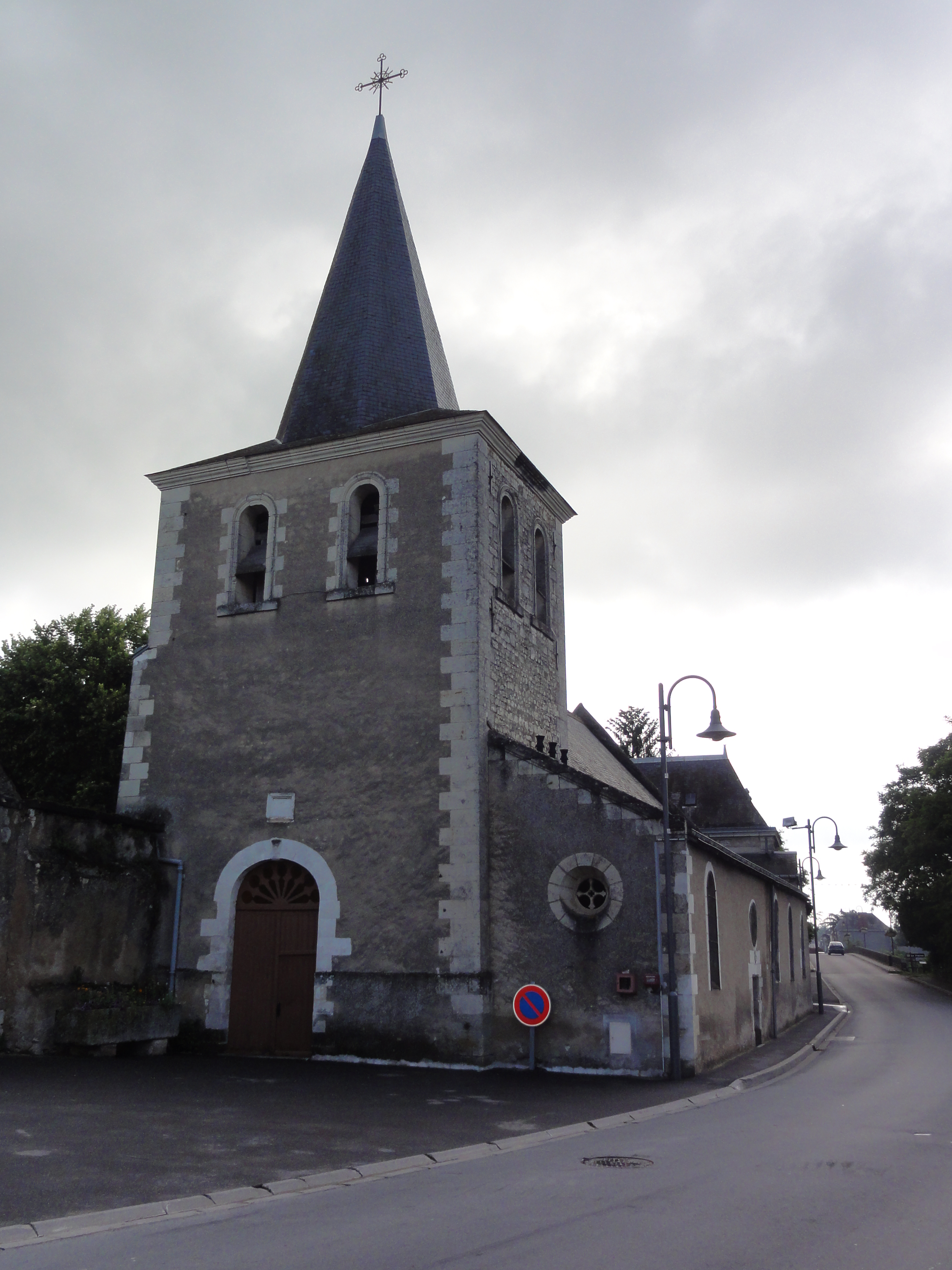
Église Saint-Romain de Saint-Romain.
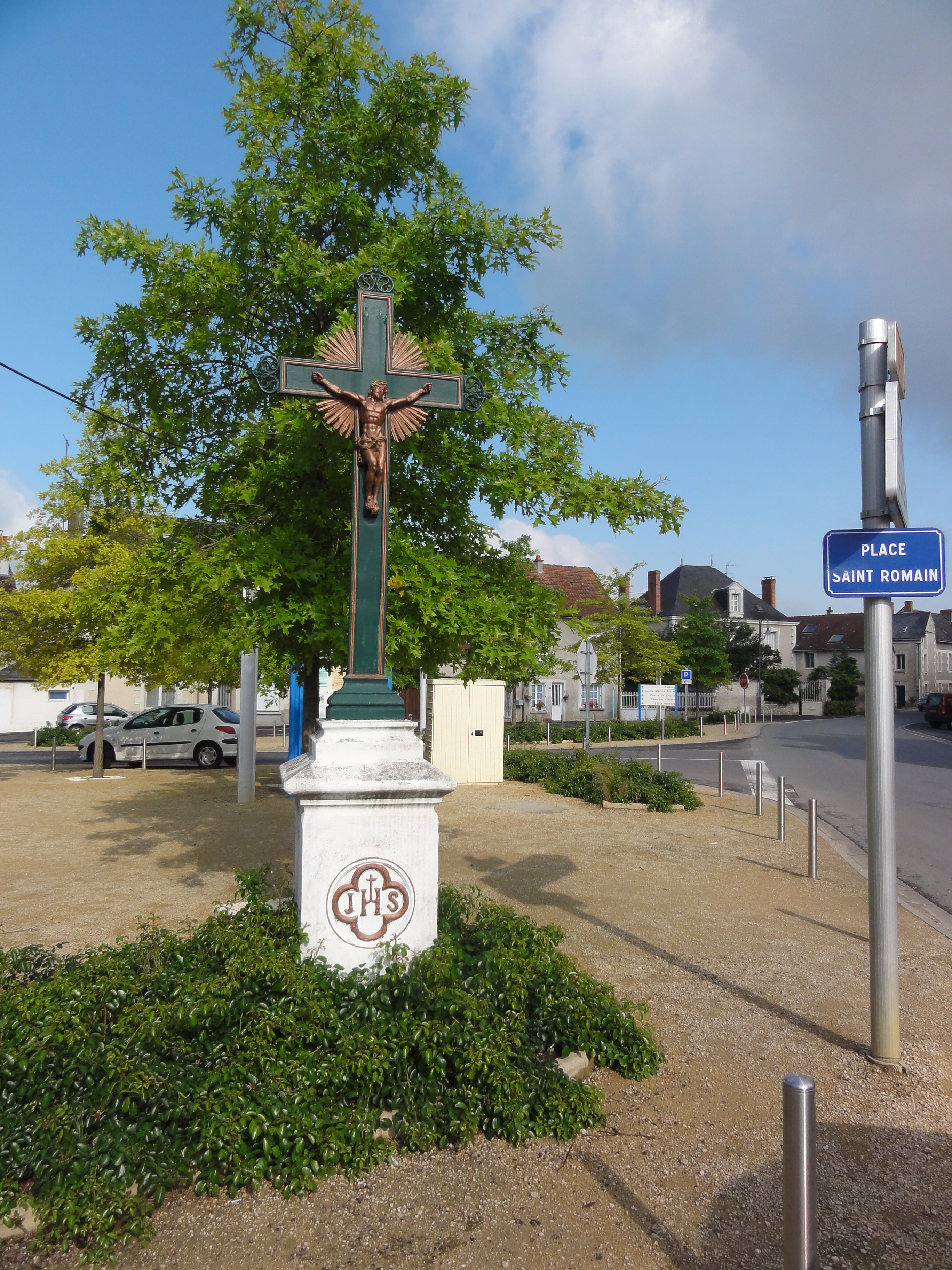
Place Saint-Romain avec sa croix.

#### Patrimoine naturel
La commune abrite sur son territoire une zone naturelle classée d’intérêt écologique, faunistique et floristique (ZNIEFF). Elle englobe la pointe sud-est d’un secteur boisé formant un ensemble plus ou moins morcelé de petits bois privés traversé par l’autoroute A10 implanté sur les communes de Dangé-Saint-Romain et Vellèches. Surplombant d’une trentaine de mètres le vallon formé par le ruisseau des Trois Moulins, le bois des Pierrières et le bois Blanchard forment deux entités bien distinctes.
Le bois Pierrières se trouve sur des affleurements de craie turonienne et des sols calcaires limono-argileux peu profonds. L’habitat forestier est composé de chênaie pubescente thermophile à chêne pubescent et de chêne vert. Cette  dernière essence est typiquement méditerranéenne. Elle possède en Poitou-Charentes une répartition très tranchée : commun et abondant sur les dunes du littoral, il se raréfie considérablement vers l’intérieur, où il se cantonne alors sur les substrats calcaires les plus superficiels, dans des sites climatiquement privilégiés. Ses colonies s’égrènent ainsi du sud du département de la Charente au nord du département de la Vienne, de moins en moins abondantes au fur et à mesure que l’on remonte vers le nord. Le bois des Pierrières peut être considéré comme une de ses zones d’implantation les plus septentrionales en France. Sur le site, le chêne est d’ailleurs accompagné par diverses autres plantes thermophiles, telles que la Germandrée des montagnes ou la Brunelle à grandes fleurs, qui renforcent le caractère d’îlot "méridional" de ce coin du nord du département de la Vienne.
Le bois Blanchard occupe des sols sableux profonds développés sur argile et grès du Turonien supérieur. L’habitat forestier est composé de chêne pédonculés et de châtaigniers. Ils sont accompagnés, en sous-strate, d’Ajonc d’Europe, de Fougère-aigle et d’Alisier de Fontainebleau. Cette dernière essence est un grand arbuste ou petit arbre caducifolié qui ne dépasse pas 15 m de hauteur, à feuilles largement ovales, faiblement lobées et dentées. Il est une endémique  dans l’ouest de l’Europe et présent en France dans un petit quart nord-est où il est toujours rare et disséminé. L’espèce est, d’ailleurs, protégée au niveau national. En Poitou-Charentes, sur la marge occidentale de son aire de répartition, l’espèce est localisée à un unique secteur du Châtelleraudais, sur les communes de Dangé-Saint-Romain et Vellèches, en petites populations disjointes  qui ne possèdent à chaque fois qu’un faible nombre de pieds (moins d’une dizaine en général).

### Personnalités liées à la commune
- Émilien-Félix Darde, général de brigade pendant la première guerre mondiale, né à Dangé-Saint-Romain le 29 août 1856.

### Héraldique
| Blason | Blasonnement : De gueules à trois fleurs de lys d'argent. |

### Articles de Wikipédia
- Liste des communes de la Vienne
- Anciennes communes de la Vienne